# Hadena lasiestrina
Hadena lasiestrina là một loài bướm đêm trong họ Noctuidae.